# Cirrocúmulus
Els cirrocúmulus (o cirrocúmuls) són núvols blanquinosos o llençols de núvols blancs, sense ombres, compostos per elements molt petits en forma de grans ondulacions, units o separats i distribuïts amb major o menor regularitat. Estan constituïts de cristalls de gel. Poden contenir gotes d'aigua intensament refredades, però són transformades ràpidament a cristalls de gel. A vegades es pot observar una corona o irisació. Solen presentar-se en forma de pegats, compostos per elements molt xicotets situats a poca distància els uns dels altres.
Els cirrocúmuls sovint es formen com a resultat de la transformació d'un cirrus o cirrostratus, o com a resultat de la disminució de grandària dels elements d'un pegat, làmina o capa d'un altocúmul.